# Karala
Koordinaten: 58° 16′ N, 21° 54′ O

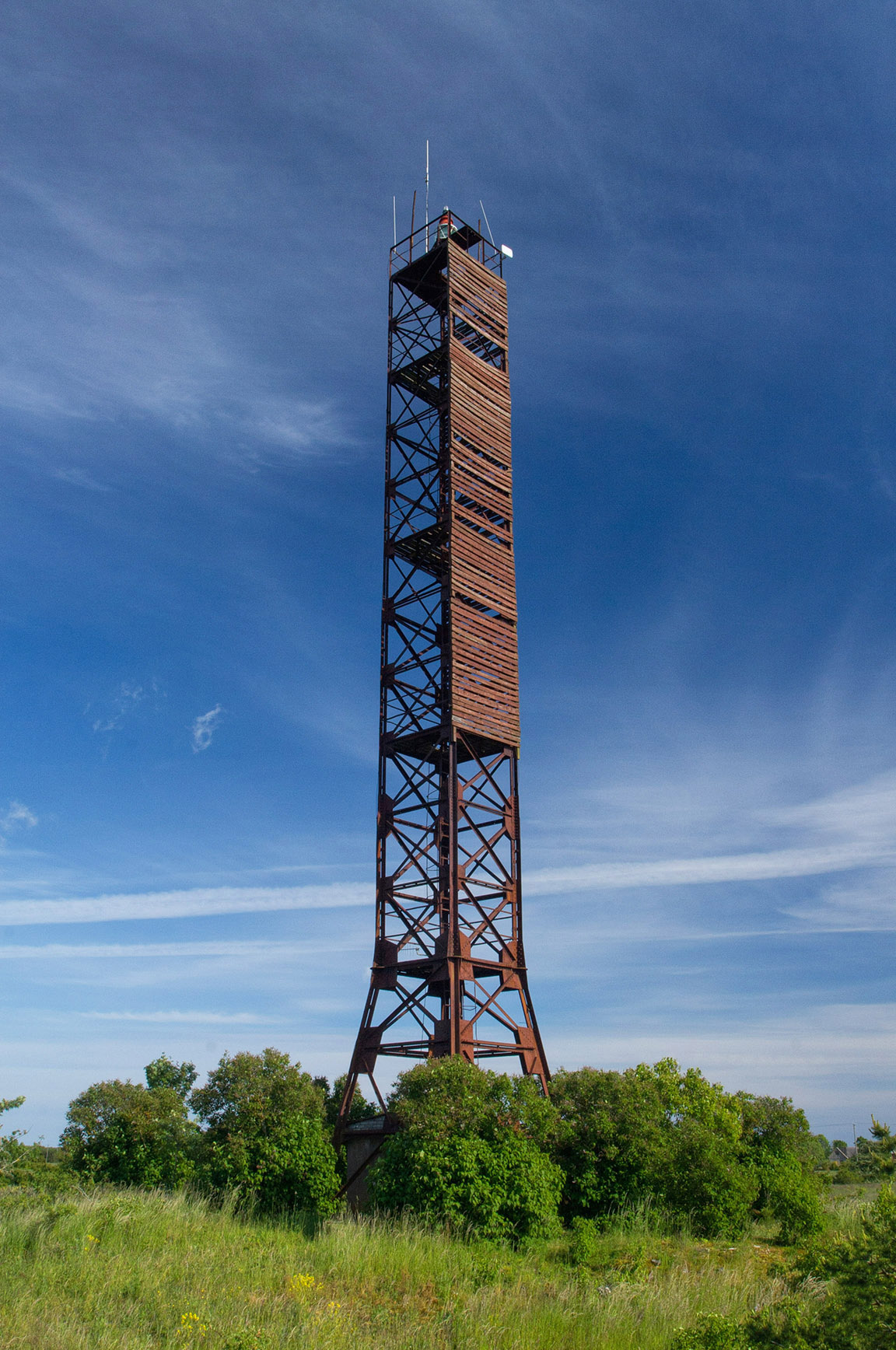
Bake bei Karala

Karala (deutsch Karral) ist ein Dorf (estnisch küla) auf der größten estnischen Insel Saaremaa. Es gehört zur Landgemeinde Saaremaa (bis 2017: Landgemeinde Lääne-Saare) im Kreis Saare.

## Beschreibung
Das Dorf hat 74 Einwohner (Stand 1. Januar 2016). Es liegt an der Westküste der Insel Saaremaa.
Der Ort befindet sich 33 Kilometer westlich der Inselhauptstadt Kuressaare. Östlich des Ortskerns liegen die beiden Seen Nonni järv und Tõrijärv.
In Karala wurde 1953 eine 28 Meter hohe Bake errichtet. Sie liegt 42 Meter über dem Meeresspiegel.